# Crassula capensis
Crassula capensis ((L.) Baill., 1871) è una pianta succulenta appartenente alla famiglia delle Crassulaceae, endemica delle Province del Capo, in Sudafrica. Precedentemente nota come Septas capensis (L., 1760), basionimo dell'attuale denominazione, è stata classificata in Crassula da Henri Ernest Baillon nel 1871.
L'epiteto specifico capensis indica la provenienza della specie, ossia da quella che all'epoca era la Colonia del Capo.

## Descrizione

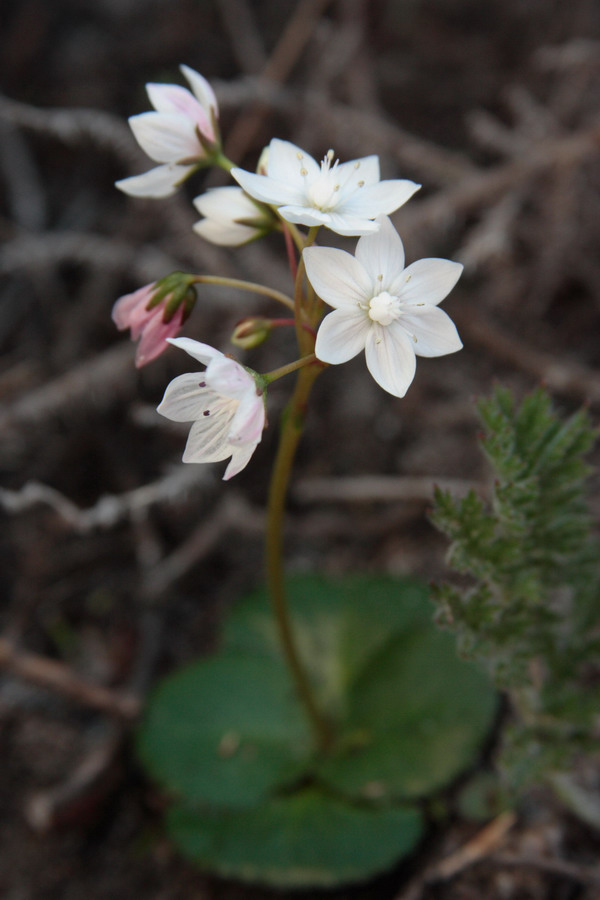
Fiori di C. capensis.

C. capensis è una pianta perenne geofita, formata da steli eretti alti fino a 20 centimetri che ramificano dalla base. L'apparato radicola è composto da un rizoma ramificato, da cui si sviluppano radici tuberiformi che presentano delle altre radici, avventizie, fascicolate.
Le pianta presenta 2-4 paia di foglie che, a seconda della varietà, si svilupperanno prima o dopo la fioritura. Queste misurano tra 1 e 8 cm in lunghezza per 0,5–6 cm in larghezza, hanno forma da obovata ad ellittica con punte ottuse, e sono unite alla pianta attraverso dei piccioli lunghi circa 3 cm. La base è di forma da cuneata a cordata, i margini sono crenati o, raramente, seghettati e inoltre sono glabre, poco carnose e di colore generalmente verde nella pagina superiore e sfumato di viola in quella inferiore.
Le infiorescenze a tirso, prodotte in genere tra maggio e novembre, si sviluppano in posizione terminale e possono essere a umbella o piatte, unite alla pianta attraverso un peduncolo lungo fino a 13 cm e con dei fiori con un merosità da 5 a 7 o, più raramente, 12 parti.
I fiori presentano dei sepali triangolari, lunghi 1–2 mm e con gli apici acuti, leggermente carnosi, glabri e di colore verde con sfumature rosse. La corolla, che può raggiungere i 2 cm di diametro, ha una forma a stella ed è formata da petali brevemente fusi tra loro alla base, di colore bianco, frequentemente con sfumature rosate. Questi hanno una forma lanceolata, estremità acute e raggiungono gli 8 mm in lunghezza. Gli stami portano delle antere di colore bruno.

## Distribuzione e habitat
C. capensis è una specie diffusa nella parte sud-occidentale della Provincia del Capo Occidentale, con un areale che ha il suo centro nella capitale sudafricana. Nel dettaglio la si può trovare nell'area a sud di Vanrhynsdorp e ad ovest di Caledon, delimitata a nord dalle Boland Mountains.
La si può trovare su pendii ghiaiosi soleggiati ma anche in luoghi umidi ed ombreggiati al riparo di pareti rocciose. Nonostante si trovi in una delle aree più antropizzate del Sudafrica, minacciata dall'espansione di aree urbane ed agricole e dalla concorrenza di specie invasive, è ancora una pianta molto diffusa, pertanto per il momento è classificata come a rischio minimo.

## Tassonomia

### Varietà
C. capensis conta due varietà attualmente accettate:
- Crassula capensis var. albertiniae ((Schönland) Toelken, 1975)[10]
- Crassula capensis var. promontorii ((Schönland & Baker f.) Toelken, 1975)[11]

Inoltre, per riferirsi alla pianta in sé, viene utilizzata anche la denominazione C. capensis var. capensis.

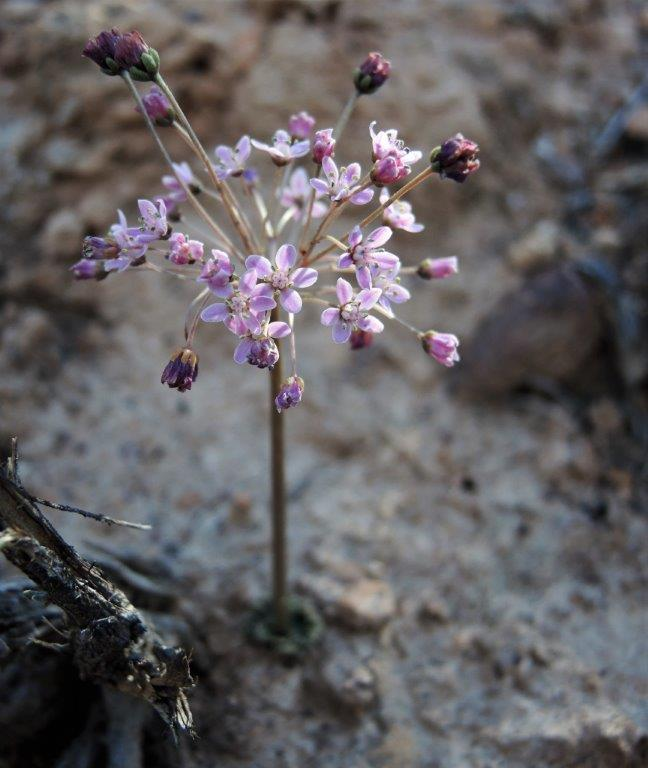
Esemplare di C. capensis var. albertiniae.

#### Crassula capensisvar.albertiniae
Crassula capensis var. albertiniae è una varietà di C. capensis endemica della Provincia del Capo Occidentale e, più nello specifico, dell'area compresa tra Caledon e Riversdale: ha quindi un areale più orientale rispetto a quello della specie principale.
La principale differenza in questa varietà è che le foglie si sviluppano, a partire dal rizoma sotterraneo, subito dopo l'infiorescenza. Questa pianta ha un portamento eretto e non ramifica, inoltre le foglie, presentano dei piccioli lunghi tra i 3 e i 10 mm. Infine le foglie, dalla forma da ellittica a lanceolata e più lunghe che larghe, quando sono più giovani presentano dei margini ondulati che danno un aspetto molto simile a quelle di Crassula alcicornis.
Gli esemplari di C. capensis var. albertiniae fioriscono in genere tra autunno e metà inverno.
Sinonimi sono anche Crassula albertiniae (Schönland, 1917), basionimo dell'attuale denominazione e risalente a quando la pianta veniva considerata una specie a sé stante, Crassula bartlettii (Schönland, 1929) e Septas capensis var. albertinae ((Schönland) P.V.Heath, 1993).

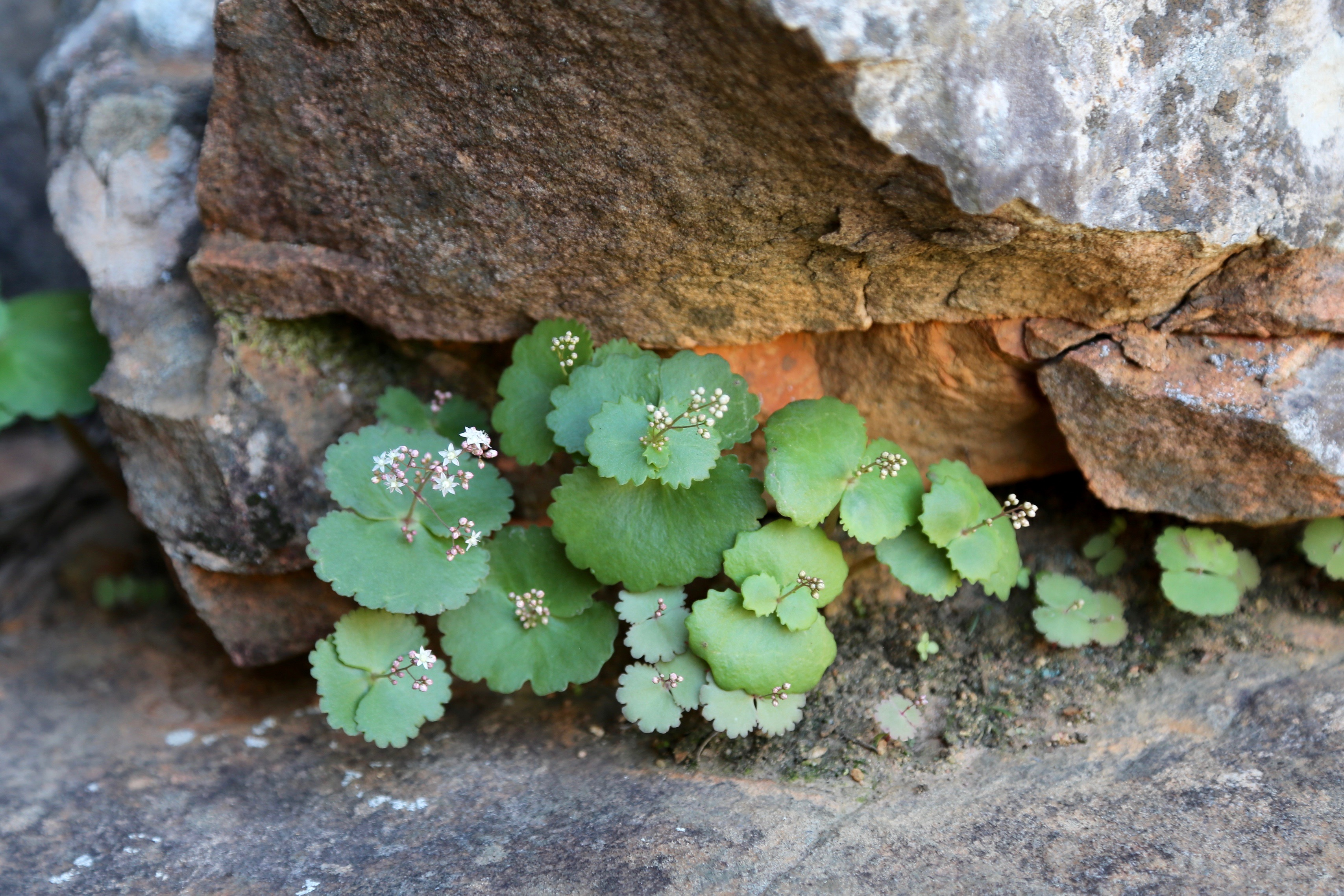
Esemplari di C. capensis var. promontorii.

#### Crassula capensisvar.promontorii
Crassula capensis var. promontorii è una varietà di C. capensis endemica della Provincia del Capo Occidentale ed è quella più rara, diffusa solo nella metà settentrionale della penisola del Capo, dove cresce in crepacci o gole riparate dal sole.

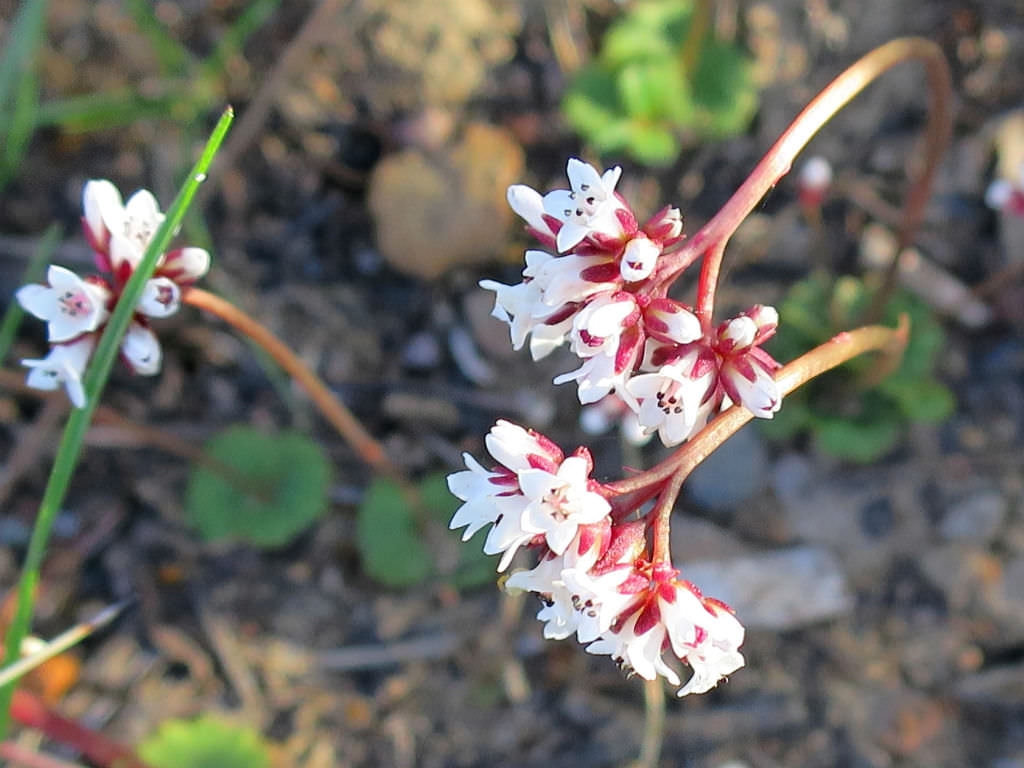
C. saxifraga in fiore.

Contrariamente a C. capensis var. albertiniae questa varietà sviluppa le foglie prima delle infiorescenze e ramifica frequentemente. Le foglie presentano un picciolo lungo 10–30 mm, una lamina dalla forma obovata o, più di rado, ellittica, con la base da cordata a cuneata. Sono generalmente lunghe quanto larghe e hanno margini interi. Le infiorescenze a tirso di forma subumbellata sono prive di peduncolo, coi fiori che si sviluppano in posizione terminale o laterale sullo stelo stesso e si sviluppano tra ottobre e novembre.Sinonimi sono anche Crassula promontorii (Schönland & Baker f., 1898), basionimo dell'attuale denominazione e risalente a quando la pianta veniva considerata una specie a sé stante, oltre che di Septas capensis var. promontorii ((Schönland & Baker f.) P.V.Heath, 1993).

### Specie simili
Vi è una forte somiglianza con Crassula saxifraga che però può essere facilmente distinta al momento della fioritura: difatti i fiori di C. capensis hanno una forma a stella, mentre su C. saxifraga la corolla ha un aspetto tubolare.
Inoltre su di quest'ultima si denota la presenza di alcune coppie di brattee poste subito al di sotto delle ramificazioni dell'infiorescenza, assenti su C. capensis.

## Coltivazione
In genere le Crassula richiedono un terreno povero di componente organica e ricco di minerali, ben drenante in modo da evitare ristagni idrici che ucciderebbero la pianta. Annaffiare solo a terreno ben secco.
Nello specifico C. capensis è una pianta originaria di aree incluse nelle USDA Hardiness Zones da 9a a 11b, pertanto non dovrebbe essere esposta a temperature inferiori a 10 °C e comunque mai al di sotto dei -6,7 °C.
Così come altre specie appartenenti al suo genere, C. capensis può essere propagata per seme, pollone o talea.